# Laika (canción de Mecano)
«Laika» es el título de una canción del grupo de música pop Mecano, perteneciente al álbum de Descanso dominical (1988). En su momento esta canción fue publicada como la cara B del sencillo «No hay marcha en Nueva York», primer sencillo del álbum para la promoción en radio.
Fue escrita y producida por Nacho Cano, es una pieza hecha en ritmo de balada/medio-tiempo con sonoridades muy características del estilo tecno-pop sobre todo en lo que a teclados se refiere, que viene a ser la parte más llamativa de la canción, sin tomar en cuenta las letras cantadas por Ana que están muy bien ejecutadas. La percusión viene dada por golpes espaciados de una batería; pero sin llegar a ser un sonido prominente dentro de la canción. En Descanso dominical de los temas escritos por Nacho Cano, los que están enmarcados estrictamente hablando dentro de la corriente del tecno son «El cine», «Un año más» y «Laika», canciones en donde las atmósferas con sonoridades metálicas o artificiales son muy marcadas.
«Laika» no figura dentro de la lista de canciones del disco de vinilo, el cual solo consta de 11 temas. Está incluida como tema adicional en el casete (12 pistas) y disco compacto de Descanso dominical (14 pistas).

## Acerca de la canción
La canción habla acerca de la carrera espacial por parte de los soviéticos con la perra Laika, el primer ser viviente en orbitar la Tierra lanzada dentro del Sputnik 2, el día 3 de noviembre de 1957 en el Cosmódromo de Baikonur.
A pesar de que pueda tratase de una historia triste si se quiere, pues la perra murió estando en órbita a las pocas horas del lanzamiento, Nacho tiene la habilidad de convertir este relato en una de las canciones mejor logradas del repertorio del grupo, pues logra darle a la canción una apariencia edulcorada basándose en una melodía sumamente pegajosa en lo que respecta a la letra, esto, con el añadido de voces de acompañamiento en segundo plano, tanto en algunas líneas de las estrofas de versos así como en el estribillo, que ayudan a reforzar aún más el efecto eufónico de esta pieza.
La canción a pesar de que se desarrolla en su totalidad en un ritmo de marcha lento con lo cual es fácil catalogarla a la primera como una balada; pero al no ser de temática de corte amoroso pues se tiende a encasillarla más bien como canción de medio-tiempo. Esta canción cuando era interpretada en directo cambiaba radicalmente pues el ritmo era un poco más rápido y tenía sonoridades mucho más roqueras.

### El porqué de la canción
Se coloca aquí un fragmento de entrevista televisada hecha a Mecano en donde el autor explica grosso modo el porqué de esta canción.

Verónica Castro — Y por ejemplo, bueno me decían por favor pregúnteles sobre el tema de «Laika». ¿Qué quisieron decir con eso?, ¿por qué lo hicieron?, Y... y... y que hablen de un poco... (José María señala a Nacho) ¡A ver Nacho!

Nacho Cano — Bueno pues el tema de "Laika" es ¡Eheeeee!...  Yo lo hice porque me gustó la imagen ¿no?, metieron una perrita en una nave, la mandaron al espacio y fue el primer ser vivo que estuvo en el espacio. Aquí solamente a mí se me planteó que nadie le planteó a la perra si quería volar ¿no?, y entonces me gustaba la imagen de la perra mirando por ventana como diciendo y esa bo... ¿Qué será esa bola de color y qué hago yo girando alrededor? Cuando todo el mundo en la Tierra era lo que le importaba es que... o sea, la perrita salió y cuando estaba ahí hizo "¡guau!" y entonces todos hicieron una fiesta como diciendo si ha hecho "¡guau!" es porque está...

VC — ¡Ahhhh!, porque está contenta

NC— ... porque está viva

VC— (interrupción de Verónica Castro)

NC— Y al haber hecho "¡guau!"... Ap... A parte de que en el momento en que dijo "¡guau!" ya todo el mundo se olvidó de la perra porque ya... solamente la mandaron para ver si hacía [...]
Entrevista hecha por Verónica Castro a Mecano en el programa de televisión mexicano "Mala noche no", transmitido el 7 de noviembre de 1988.